# Internationale Cricket-Saison 1994
Die internationale Cricket-Saison 1994 fand zwischen Mai 1994 und September 1994 statt. Als Sommersaison wurden vorwiegend Heimspiele der Mannschaften aus Europa ausgetragen.

## Überblick

### Internationale Touren
| Beginn         | Heimteam  | Auswärtsteam | Resultate | Resultate | Artikel |
| Beginn         | Heimteam  | Auswärtsteam | Test      | ODI       | Artikel |
| -------------- | --------- | ------------ | --------- | --------- | ------- |
| 19. Mai 1994   | England   | Neuseeland   | 1–0 [3]   | 1–0 [3]   | Artikel |
| 21. Juli 1994  | England   | Südafrika    | 1–1 [3]   | 2–0 [2]   | Artikel |
| 3. August 1994 | Sri Lanka | Pakistan     | 0–2 [2]   | 1–4 [5]   | Artikel |

### Internationale Turniere
| Beginn            | Turnier                  | Land      |
| ----------------- | ------------------------ | --------- |
| 4. September 1994 | Singer World Series 1994 | Sri Lanka |

## Nationale Meisterschaften
Aufgeführt sind die nationalen Meisterschaften der Full Member des ICC.
| Land      | First-Class                    | List A                                |
| --------- | ------------------------------ | ------------------------------------- |
| England   | County Championship 1994       | National Westminster Bank Trophy 1994 |
|           | AXA Equity and Law League 1994 |                                       |
|           | Benson and Hedges Cup 1994     |                                       |
| Sri Lanka |                                | Hetna Trophy 1994                     |